# Куйручук (Нарынская область)
Куйручук (кирг. Куйручук) — село в Жумгальском районе Нарынской области Кыргызстана. Входит в состав Куйручукского аильного округа.
Расположено вдоль трассы Кочкор-Арал. Недалеко от джайляу Сонкёль. Названо в честь известного односельчанина Куйручука.
Население в 2009 году составляло 2269 человек. Жители, в основном, занимаются отгонным животноводством.
Расположено в районе ожидаемых землетрясений II категории опасности с балльностью 5—7.

## Известные уроженцы
- Куйручук (1866—1940) — киргизский и советский поэт, мастер художественного слова, акын,  манасчи, сказитель киргизского эпоса «Манас», мыслитель, сатирик и философ.